# 旧川 (埼玉県)
旧川（きゅうかわ）は、埼玉県加須市を流れる河川である。

## 概要
旧川は加須市北川辺地域内の水路・河川がほぼすべて流下してくる河川である。流路の詳細に関しては下記の流路節を参照されたい。周辺には養魚場なども存在している。流域周辺は主として水田などの農地や、集落などである。また流域に旧川ふるさと公園が設けられている。旧川という名称はかつて渡良瀬川の流路であったことに由来する。
合流
- 中堀排水路
- 子之新排水路
- 駒場排水路
- 高台排水路（高台用水路）

## 流路
- 起点：中堀排水路
- 加須市駒場（西側）と伊賀袋（東側）境界にて中堀排水路より旧川へと変称する。また同地にて川幅が広くなり、南西へ流下する。
- 駒場（北西側）・栄（南西側）・伊賀袋（東側）の境界にて西方より子之新排水路・駒場排水路が流下し合流する。また同地付近の伊賀袋側には旧川ふるさと公園が設けられている。旧川ふるさと公園を流下した付近にて流路が南東へと湾曲する。
- 伊賀袋（北側）と栄・駒場（南側）の境界を南東へ流下し、東武日光線を横断する。
- 伊賀袋（北側）と駒場（南側）の境界に設けられた北川辺町排水機場を通過し、渡良瀬川に至り合流・終点となる。
- 終点：渡良瀬川

## 橋梁
- ふれあい橋
- 東武日光線橋梁
- 渡良瀬川堤防下の暗渠（堤防上に道路）

## 周辺の施設
- 養魚場
- あやめの里
- 旧川ふるさと公園
- 北川辺町排水機場